# Zabójstwo mnichów z Tibhirine
Zabójstwo mnichów z Tibhirine – zdarzenie, którym było zabicie siedmiu mnichów z zakonu trapistów w Algierii.
W nocy z 26 na 27 marca 1996, w czasie wojny domowej w Algierii, doszło do porwania siedmiu mnichów z klasztoru trapistów w Tibhirine. 26 maja 1996 ich odcięte głowy zostały odnalezione przy drodze do Medei. Dziewięć dni wcześniej do zamordowania zakonników przyznała się Zbrojna Grupa Islamska. Mimo tego tożsamość inicjatorów i sprawców porwania oraz ich faktyczna motywacja pozostają przedmiotem dyskusji.
Porwanie i śmierć mnichów z Tibhirine są kanwą filmu Xaviera Beauvois Ludzie Boga. 

## Tło wydarzeń

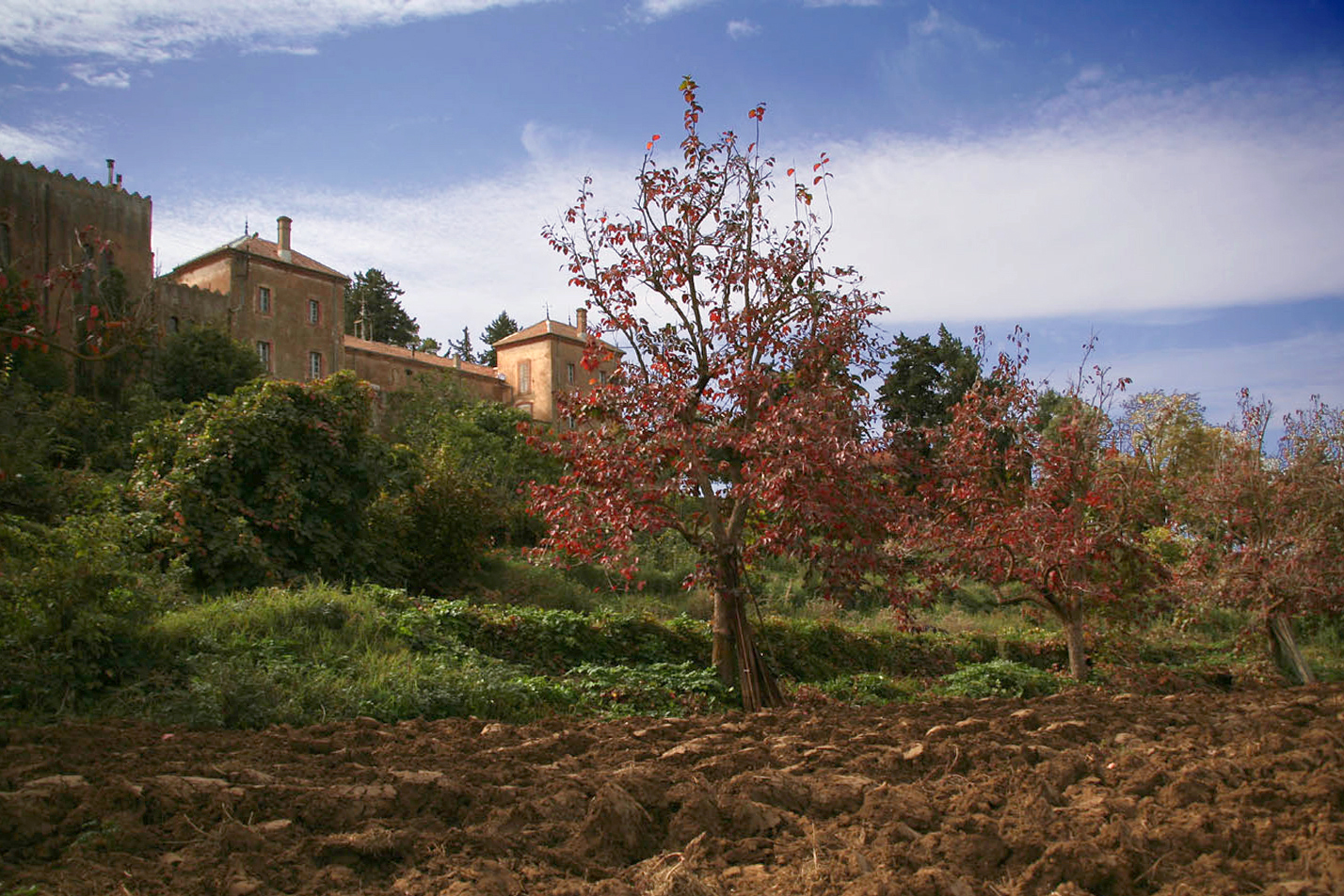
Widok klasztoru w Tibhirine

Klasztor Najświętszej Maryi Panny z gór Atlasu w Tibhirine został założony w 1938 przez trapistów ze wspólnot w Aiguebelle i w Rahjenburgu. Żyjący w nim mnisi zajmowali się zgodnie z regułą modlitwą i pracą na roli, z której się utrzymywali, ponadto wykonywali prace na rzecz miejscowej ludności (nauczanie dzieci, gabinet lekarski). Po uzyskaniu niepodległości przez Algierię działalność zakonników na rzecz społeczności lokalnej musiała zostać ograniczona, ponadto władze odebrały mnichom znaczną część posiadanej przez nich ziemi oraz narzuciły ograniczenie liczebności wspólnoty do 12 osób. Z powodu spadku liczby katolików w Algierii mnisi przegłosowali nawet „stopniowe zamykanie klasztoru”. O jego przetrwaniu zdecydowała postawa arcybiskupa Algieru Léona Étienne'a Duvala, który zaapelował do całego zakonu cystersów o jego utrzymanie; w 1964 do Algierii przybyło ośmiu braci z klasztorów w Aiguebelle i Timadeuc. 
W tekście poświęconym życiu konsekrowanemu powstałym w 1994 mnisi z Tibhirine określali swoją wspólnotę jako grupę „modlących się wśród innych modlących się” (fr. priants au milieu d'autres priants), co odnosiło się do funkcjonowania klasztoru w środowisku zamieszkanym przez muzułmanów. 
Po wybuchu wojny domowej w Algierii w regionie doszło do eskalacji przemocy wymierzonej w chrześcijan. 14 grudnia 1993 na ścieżce w pobliżu klasztoru odnaleziono ciała zamordowanych robotników jugosłowiańskich, którzy wcześniej uczestniczyli we mszach w kościele trapistów. Wydarzenia te zakonnicy relacjonowali w liście opublikowanym 24 lutego 1994 na łamach francuskiego pisma katolickiego „La Croix”. Wcześniej, w noc z 24 na 25 grudnia 1993 do klasztoru wtargnął oddział partyzantów islamskich dowodzonych przez emira Sayyata Attiyę, który zażądał od mnichów wypłacenia „podatku rewolucyjnego” i chciał zabrać ze sobą brata Luca, lekarza. Przeor wspólnoty odmówił, oznajmił jednak, iż duchowny przyjmie wszystkich chorych, którzy zgłoszą się do klasztoru. Wówczas napastnicy odeszli. 
Z uwagi na możliwe niebezpieczeństwo, braciom proponowano opuszczenie klasztoru i przeprowadzkę, jednak mnisi nie zdecydowali się na nią. Co sześć miesięcy głosowali, czy mimo wszystko pozostać w klasztorze. W ostatnim głosowaniu, które się odbyło przed porwaniem, bracia byli jednogłośni. Odmówili również przyjęcia ochrony wojskowej, zadeklarowali jedynie, iż będą zamykać bramę klasztoru każdego dnia o 17.30 i ograniczą kontakty ze światem zewnętrznym. W konflikcie zbrojnym w kraju zakonnicy zachowywali neutralną postawę. Jednak z zachowanych tekstów ich autorstwa wynika, iż doskonale zdawali sobie sprawę z zagrożenia, w jakim się znajdowali. Przeor klasztoru, o. Christian de Chergé, napisał:

Jeśli pewnego dnia – a może to nastąpić w każdej chwili – przyjdzie mi stać się ofiarą terroru (...) to chciałbym, żeby moja wspólnota, mój Kościół i moja rodzina nie zapomnieli, że oddałem życie Bogu i temu krajowi. (...) Kiedy będą myśleć o mojej śmierci, chciałbym, żeby pomyśleli również o rzeszach bezimiennych ludzi, którzy tak samo zginęli. Moje życie nie jest więcej warte niż życie innych.

## Zabójstwo

### Porwanie
Mnisi zostali siłą wyprowadzeni z monasteru i porwani nocą z 26 na 27 marca 1996. Napastnicy, w liczbie ok. 20, zmusili ogrodnika Mohammeda do otwarcia bramy lub przeskoczyli przez mur. Atak na klasztor trwał 30 minut. Porwania uniknęły osoby przebywające w domu gościnnym oraz dwaj mnisi, którzy znajdowali się w innych miejscach Jean-Pierre (pełnił dyżur na furcie klasztornej) i o. Amédée (jego cela znajdowała się koło biura księgowego, w innej części klasztoru). Bezpośrednio po zdarzeniu dwaj ocaleli zakonnicy zdali sobie sprawę z sytuacji i usiłowali telefonicznie zawiadomić sąsiadów oraz policję; linia telefoniczna została jednak odcięta. Z powodu godziny policyjnej udali się na posterunek policji dopiero następnego dnia.
Następnego dnia o. Amédée i o. Jean-Pierre udali się na najbliższy posterunek wojskowy, gdzie dotarli po siódmej rano. Zostali jednak poinformowani, iż dowodzący oficer jeszcze śpi i nie ma potrzeby go budzić. Zakonnicy udali się zatem na posterunek policji w Al-Midiji, gdzie spisano ich zeznanie. W tym momencie nie podjęto jednak żadnych dalszych działań. O porwaniu poinformowano również francuską ambasadę (wszyscy mnisi byli narodowości francuskiej) oraz miejscowego arcybiskupa. Ogłoszono powstanie jednostki kryzysowej poszukującej zakonników, jednak przez miesiąc (tj. do oświadczenia prawdopodobnych porywaczy) przekazywano jedynie deklaracje, iż śledztwo jest na właściwej drodze, nie wyszły jednak na jaw żadne nowe fakty.

### Wystąpienie prawdopodobnych porywaczy
Do porwania zakonników przyznała się Zbrojna Grupa Islamska w oświadczeniu z 27 kwietnia, datowanym na 18 kwietnia. Tekst podpisany nazwiskiem Djamel Zitouni ukazał się na łamach pisma „El Hayat” w Londynie i przedrukowany w piśmie z Medei (Al-Midiji). Być może dwa dni wcześniej mógł się z nim zapoznać prezydent Francji Jacques Chirac.
30 kwietnia 1996 przedstawiciel Zbrojnej Grupy Islamskiej, przedstawiający się jako Abdullah, przyniósł do ambasady francuskiej w Algierze kasetę z nagranymi dziesięć dni wcześniej głosami mnichów. Według przedstawicieli ambasady Abdullah w czasie półtoragodzinnej rozmowy z dyplomatami francuskimi zadeklarował, iż Djamel Zitouni otrzymał kasetę od konkurencyjnego klanu, winnego porwania duchownych. Abdullah miał też prosić francuski rząd o pomoc w uratowaniu trapistów.

### Śmierć i pogrzeb mnichów

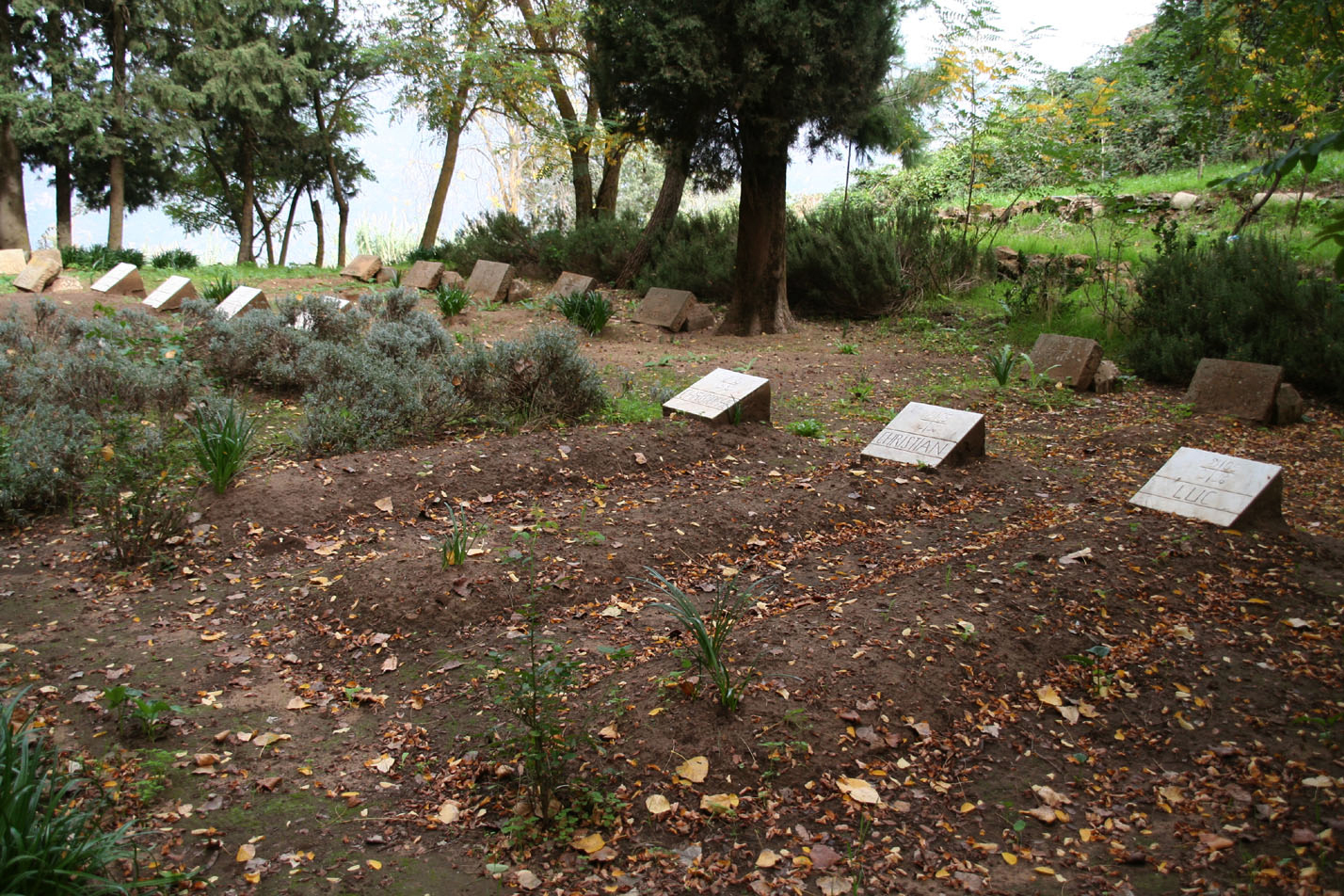
Groby zamordowanych trapistów na cmentarzu klasztornym w Tibhirine

23 maja tego samego roku Grupa wydała kolejny komunikat, w którym poinformowała, iż dwa dni wcześniej zakonnicy zostali zabici. 31 maja w polu na drodze do Medei odnaleziono odcięte głowy zamordowanych. Zostały one pochowane na cmentarzu klasztoru w Tibhirine 4 czerwca 1996, dwa dni po uroczystościach pogrzebowych, jakie miały miejsce w katedrze w Algierze. Przed pogrzebem ks. Armand Veilleux pragnął obejrzeć i zidentyfikować szczątki, na co otrzymał zezwolenie po początkowych poważnych trudnościach.
Przez cały okres przebywania zakonników w niewoli w katedrze Notre-Dame w Paryżu płonęło siedem świec – znak nadziei na ich odnalezienie. Zostały one zgaszone po wydaniu komunikatu o śmierci mnichów. 28 maja 1996 w Paryżu 10 tys. osób zebrało się w celu oddania hołdu zamordowanym. 

### Zamordowani
| Imię i nazwisko        | Data i miejsce urodzenia         | Data złożenia ślubów wieczystych | Dane biograficzne |
| ---------------------- | -------------------------------- | -------------------------------- | --- |
| o. Christian de Chergé | 18 stycznia 1937, Colmar         | 1 października 1976              | Przełożony klasztoru w Tibhirine od 1984. Uczestnik dialogu ekumenicznego. |
| o. Christophe Lebreton | 11 kwietnia 1950                 | 1 listopada 1980                 | W klasztorze był mistrzem nowicjatu oraz zastępcą przełożonego. Autor dziennika i wierszy, częściowo wydanych pośmiertnie (tytuł polski Tchnienie daru). |
| o. Bruno Lemarchand    | 1 marca 1930, St. Maixent        | 21 marca 1990                    | Od 1956 był kapłanem, do zgromadzenia trapistów wstąpił w 1989. Od 1992 był przełożonym filii klasztoru w Tibhirine w Maroku. W dniu porwania przebywał w macierzystym klasztorze w celu uczestnictwa w przewidzianych na 31 marca 1996 wyborach przełożonego.                                                                                  |
| o. Célestin Ringeard   | 27 lipca 1933, Touvois           | 1 maja 1989                      | Od 1960 był kapłanem, do zakonu trapistów wstąpił w 1987. W klasztorze pełnił funkcję kantora. |
| br. Luc Dochier        | 31 stycznia 1914, Bourg-le-Péage | 15 sierpnia 1949                 | Przed wstąpieniem do zakonu uzyskał wykształcenie medyczne. W Tibhirine prowadził otwartą dla wszystkich klinikę. W Tibhirine przebywał najdłużej z zamordowanych braci (od 1946). W 1959 został porwany przez algierskich partyzantów, jednak miejscowa ludność przekonała ich, by uwolnili mnicha znanego ze swojej działalności jako lekarz. |
| br. Michel Fleury      | 21 maja 1944, Ste Anne           | 28 sierpnia 1986                 | W klasztorze pełnił funkcje kucharza i ogrodnika. Znany był z prostoty i daru modlitwy. |
| br. Paul Favre-Miville | 17 kwietnia 1939 w Vinzier       | 20 sierpnia 1991                 | W klasztorze wykonywał wszelkie prace naprawcze – przed wstąpieniem do zakonu był hydraulikiem. |

## Wątpliwości wokół oficjalnej wersji wydarzeń
Wersja o zabójstwie trapistów przez Zbrojną Grupę Islamską jest przyjmowana przez rząd Algierii. Funkcjonują jednak również dwie alternatywne wersje wydarzeń. Według pierwszej z nich mnisi zostali zamordowani przez algierskie tajne służby (Djamel Zitouni miałby być ich agentem), które poprzez morderstwo na mnichach i przypisanie go partyzantce islamistycznej chciały pogorszyć jej wizerunek w międzynarodowej opinii publicznej. O winie algierskiego wywiadu był przekonany biskup Oranu Pierre Claverie, który 1 czerwca 1996 również padł ofiarą ekstremistów islamskich. 
Według kolejnej wersji mnisi zostali porwani na zlecenie wywiadu algierskiego, gdyż udzielali pomocy medycznej także islamskim terrorystom. Grupa dowodzona przez Zitouniego, agenta tajnych służb, faktycznie uprowadziła zakonników, jednak zostali oni odbici z jej rąk przez prawdziwy oddział islamistów, a następnie przez nich zabici. 
Jeszcze inny możliwy scenariusz przedstawił sędziemu Markowi Trévidikowi gen. François Buchwalter. Opierając się na relacji anonimowego byłego oficera algierskiego stwierdził on, iż mnisi zostali przypadkowo zabici w czasie nalotu armii algierskiej na obóz Zbrojnej Grupy Islamskiej. Informacja ta została powiązana z faktem, iż nigdy nie odnaleziono ciał, a jedynie głowy zabitych; powstała w ten sposób teza, iż zwłoki zakonników zostały celowo poćwiartowane w celu zatarcia śmiertelnych ran postrzałowych zadanych im przypadkowo przy nalocie algierskim. Gen. Buchwalter twierdził, iż swoje informacje przekazywał ambasadorowi francuskiemu w Algierii, Michelowi Levêque'owi, oraz francuskiemu ministerstwu obrony. Fakt ten nie miał jednak żadnych następstw. Minister obrony Hervé Morin stwierdził natomiast w 2009, iż Francja nie miała powodów, by w 1996 ukrywać jakąkolwiek prawdę o śmierci mnichów.

## Śledztwo
W 2004 skargę do prokuratury paryskiej wniosła rodzina jednego z zabitych, o. Christophe'a Lebretona. 
W lipcu 2009 prezydent Francji Nicolas Sarkozy poinformował o przekazaniu prokuraturze paryskiej całości dokumentów związanych ze śmiercią zakonników. Zapewnił również o swojej determinacji w zakresie wyświetlenia okoliczności ich zabójstwa. Podobną deklarację przedstawiła minister sprawiedliwości Michèle Alliot-Marie.

## Beatyfikacja
8 grudnia 2018 w Oranie zamordowani trapiści zostali ogłoszeni błogosławionymi Kościoła katolickiego. Wraz z nimi, beatyfikowano kilkanaście innych osób (sióstr i braci zakonnych oraz księży), którzy zostali zamordowani w połowie lat 90. w Algierii.